# Milán-San Remo 1955
La Milán-San Remo 1955 fue la 46.ª edición de la Milán-San Remo. La carrera se disputó el 19 de marzo de 1955, siendo el vencedor final el belga Germain Derijcke, que se impuso en el sprint a su compañero de fuga, Bernard Gauthier.

## Clasificación final
| Posición | Ciclista            | Equipo                            | Tiempo     |
| -------- | ------------------- | --------------------------------- | ---------- |
| 1        | Germain Derijcke    | Alcyon-Dunlop                     | 7h 03' 46" |
| 2        | Bernard Gauthier    | Mercier-BP-Hutchinson             | m. t.      |
| 3        | Jean Bobet          | Mercier-BP-Hutchinson             | + 03"      |
| 4        | Mauro Gianneschi    | Arbos-Pirelli                     | m. t.      |
| 5        | Fiorenzo Magni      | Nivea-Fuchs                       | + 26"      |
| 6        | Rik van Steenbergen | Girardengo-ElDorado               | m. t.      |
| 7        | Giorgio Albani      | Legnano                           | m. t.      |
| 8        | Gilbert Bauvin      | Saint-Raphaël-R. Geminiani-Dunlop | m. t.      |
| 9        | Raphaël Géminiani   | Saint-Raphaël-R. Geminiani-Dunlop | m. t.      |
| 10       | Bruno Monti         | -                                 | m. t.      |